# Neoconis insulana
Neoconis insulana is een insect uit de familie van de dwerggaasvliegen (Coniopterygidae), die tot de orde netvleugeligen (Neuroptera) behoort. 
De wetenschappelijke naam Neoconis insulana is voor het eerst geldig gepubliceerd door Meinander in 1974.